# Pedreguer
Pedreguer község Spanyolországban, Alicante tartományban. Lakosainak száma 8687 fő (2024). Pedreguer Alcalalí, Beniarbeig, Benidoleig, Dénia, Gata de Gorgos, Llíber, Ondara és Jalón községekkel határos.

## Népesség
A település lakosságának változását az alábbi diagram mutatja:
| Lakosok száma | 6085 | 6489 | 6857 | 7602 | 7659 | 7438 | 7431 | 7699 | 8006 | 8687 |
|               | 2001 | 2004 | 2006 | 2009 | 2011 | 2014 | 2016 | 2019 | 2021 | 2024 |